# László Toroczkai
László Toroczkai (narozený Tóth, Szeged, 10. března 1978) je maďarský politik, předseda strany, poslanec, novinář, šéfredaktor, zakladatel radikálních hnutí Mládežnického hnutí 64 žup (2001) a Hunnia (2007). V letech 2013 až 2022 byl starostou Ásotthalomu, členem krajského zastupitelstva v Csongrádu od roku 2010 do 2022. Od roku 2018 je zakladatelem a předsedou hnutí Mi Hazánk, od roku 2022 je vedoucím frakce Mi Hazánk v maďarském parlamentu. Od října 2022 je členem Parlamentního shromáždění Rady Evropy a členem Výboru pro migraci, uprchlíky a vyhnané osoby. Je také místopředsedou Maďarské národní skupiny Interparlamentární unie.

## Původ
Jeho otec, dr. László Tóth, právník narozený v Szegedu, byl v letech 1998 až 2002 členem místní samosprávy v Szegedu a v polovině 90. let 20. století předsedou šegedské pobočky Maďarské strany pravdy a života (MIÉP). Matčiny předky pocházející z Transylvánie, z obcí Torockó a Kluž, a dědeček z otcovské strany byl původně z Vojvodiny (Bácska), konkrétně ze Zomboru a Hódságu, kde byli vysídleni. Jeden z jeho prapradědů, Gusztáv Vazul Tutsek, byl nechvalně známý soudce v procesech po maďarské revoluci v roce 1956, který poslal na smrt desítky revolucionářů včetně Márii Wittnerové. Tutsek se ve 30. letech 20. století rozvedl s Toroczkaiovou prababičkou Margit Szomora a odmítl své děti. Jeho příbuznou byla i populární spisovatelka Anna Tutsek, která byla autorkou v první polovině 20. století a její kolegyní byla Kornélia Mauksová, švagrová spisovatele Kálmána Mikszátha. Jeho prapraděd Sándor Tutsek byl v letech 1906 až 1910 poslancem v Maďarském parlamentu za Stranu nezávislosti a 48. ročník. Praprababička Izabella Szilágyi pocházela ze Székelyföldváru a její rodina byla spojena s maďarským regentem Miklósem Szilágyim, který byl v 15. století kapitánem pevnosti při bitvě u Nándorfehérvár (Ostřihom).

## Politická činnost

### MIÉP
Svou politickou kariéru začal v roce 1996 v MIÉP, kde působil v mládežnické sekci. V roce 1998 byl kandidátem na poslance, následně se stal parlamentním zpravodajem MIÉP. V roce 2000 ze strany vystoupil.

### Jako nezávislý
V letech 2010–2014 byl členem místní samosprávy v Csongrádském okrese a místopředsedou výboru pro školství, kulturu a sport v krajské samosprávě. Ačkoliv byl na kandidátce strany Jobbik, v té době nebyl jejím členem. V roce 2013 se jako nezávislý ucházel o post starosty obce Ásotthalom a s výsledkem 71,5 % hlasů byl zvolen starostou.

### Jobbik
V roce 2014 byl znovu zvolen starostou Ásotthalomu a jako lídr krajské kandidátky Jobbiku opět získal mandát v Csongrádském krajském zastupitelstvu. Jako starosta se začal věnovat otázkám nelegální migrace a organizaci ochrany proti tzv. „novodobé migraci“. Tento krok byl mnohými považován za jeho osobní zálibu. Na začátku roku 2015 přišel s myšlenkou postavit plot na jižní hranici Maďarska, což se později stalo součástí oficiální politiky. V roce 2016 byl zvolen místopředsedou Jobbiku poté, co přijal nabídku předsedy strany Gábora Vonu. Po několikaměsíčním konfliktu s vedením Jobbiku byl v červnu 2018 vyloučen z této strany.

## Mi Hazánk
Společně s Dúró Dórával a Novákem Elöddem založili politické hnutí Mi Hazánk, které se 23. června 2018 přeměnilo na politickou stranu. Toroczkai se stal prvním předsedou strany. 20. srpna 2018 v Budapešti oznámili založení Mi Hazánk a následující den byla strana zapsána do registru. V únoru 2019 vedl Toroczkai kandidátku Mi Hazánk v evropských volbách, přičemž jeho oficiální Facebook stránka s 207 000 sledujícími byla během kampaně smazána. Mi Hazánk získalo 3,29 % hlasů, což nevedlo k získání mandátu v Evropském parlamentu. Po neúspěchu ve volbách 2019 podal Toroczkai žalobu proti Facebooku a požadoval náhradu škody ve výši 100 milionů forintů. V roce 2019 se Mi Hazánk, MIÉP a FKgP účastnili komunálních voleb, kde Toroczkai obhájil post starosty v Ásotthalomu s výsledkem 68,42 % a zároveň získal mandát v krajské samosprávě Csongrádu s 9,06 % hlasů. V srpnu 2020 byl znovu zvolen předsedou Mi Hazánk na stranickém kongresu na další dvě léta. V roce 2021 oznámil, že Mi Hazánk se zúčastní všech 106 volebních obvodů ve volbách do maďarského parlamentu v roce 2022 a že on sám bude kandidátem na post premiéra.

### Veřejná činnost a média
Toroczkai také působil jako novinář. V roce 1997 začal pracovat pro deník Magyar Fórum, který byl spjatý s MIÉP. V roce 1999, během náletů NATO na Jugoslávii, pracoval jako zpravodaj na jižní Srbské provincii, ve Vojvodině. Během této doby také pobýval v Kosovu. V letech 1999 až 2002 působil jako redaktor v pořadu Vasárnapi Újság na Maďarském rozhlase a později se stal šéfredaktorem kanadského týdeníku Magyar Jelen.

## Publikační činnost
- Toroczkai, László. Vármegyés a véres úton. 2005.